# NGC 7661
NGC 7661 is een balkspiraalstelsel in het sterrenbeeld Toekan. Het hemelobject werd op 1 november 1834 ontdekt door de Britse astronoom John Herschel.

## Synoniemen
- ESO 110-11
- PGC 71473